# Giovanni Valentini
Giovanni Valentini (Rome, 1730 – Napels, 1804) was een Italiaans klassieke componist van de Romeinse school, dichter en schilder. 
Valentini is bekend door zijn vernieuwende instrumentale muziek. Hij studeerde in Napels en begon zijn operacarrière in Rome in 1770. Van 1779 tot 1787 werkte hij vooral in Venetië waar hij in 1786 werd benoemd tot kapelmeester. Vanaf 1784 was hij tevens lid van de Philharmonische Academie van Verona. Onder zijn werken zijn enkele opera's: La Statua matematica, L'Impresario in rovina, I Castellani burlati, Le Nozze in Contrasto, waarvan de laatste tijdens de première van het Teatro San Moisè in Venetië opgevoerd werd in november 1774 en in 1784 in Leipzig.
- Gemeinsame Normdatei: 141890258
- MusicBrainz: 21b9e572-3d83-4b33-b998-b0cd02f870be
- Istituto Centrale per il Catalogo Unico: MUSV066306
- Virtual International Authority File: 128594092
- WorldCat: E39PBJfRBKhy34d3xY9BXRpXVC